# Nagrada Ivo Horvat
Nagrada Ivo Horvat ustanovljuje se kao godišnja nagrada i nagrada za životno djelo. Svake godine može se dodijeliti po jedna nagrada za životno djelo i po jedna godišnja nagrada. Nagrada se dodjeljuje u obliku povelje, plakete i u novcu. Visinu Nagrade svake godine utvrđuje Odbor »Nagrade Ivo Horvat«.
Nagrada se dodjeljuje svake godine povodom 22. svibnja Dana zaštite prirode i Međunarodnog dana biološke raznolikosti. Ime nosi po uglednom hrvatskom botaničaru i sveučilišnom profesoru botanike Ivi Horvatu.
Godišnja nagrada dodjeljuje se pojedincima koji su državljani Republike Hrvatske, te pravnim osobama za njihov izvanredan doprinos u zaštiti prirode koji su ostvarili tijekom protekle godine.
Nagrada za životno djelo dodjeljuje se istaknutim pojedincima koji su svojim izvanrednim doprinosom i radom na zaštiti prirode obilježili vrijeme u kojem su djelovali i čiji rad čini zaokruženu cjelinu, a njihova djela i ostvarenja ostaju trajno dobro Republike Hrvatske.

## Dobitnici nagrade

### 2005.
- - Ivna Bućan i Antonieta Požar Domac

### 2006.
- - dr Srećko Božičević i Emilijo Menđušić

### 2007.
- - Marijan Grubešić i Miho Miljanić

### 2008.
- - dr sc. Ljerka Regula Bevilacqua za životno djelo
  - dr sc. Ivan Šugar, godišnja nagrada, za djelo "Hrvatski biljni imenoslov"[1]

U obrazloženju za dodjele nagradu Ljerci Reguli Bevilacqui navodi se da je čitav radni vijek stvarala djela koja doprinose cjelokupnoj prirodnoj baštini Hrvatske, a svoje znanje i ljubav prema prirodi nesebično je prenosila na mlade naraštaje. Karijeru je provela u Botaničkom vrtu PMF-a, gdje je niz godina bila ravnateljicom, a uz stručni rad, predavala je hortikulturu te se bavila znanstvenim istraživanjima diljem Hrvatske. Objavila je 200-ak znanstvenih, stručnih i popularnih radova te doprinijela očuvanju botaničkih vrtova i prirode u Zagrebu, na Lokrumu, u Kaštel Lukšiću i drugdje.
U obrazloženju za dodjele nagradu Ivanu Šugaru navodi se da je autor osoba koja se je posvetila istraživanju flore i vegetacije u Hrvatskoj, a da je njegovo djelo Hrvatski biljni imenoslov kapitalno djelo hrvatske fitonomije. Po svom obujmu od 1200 stranica najiscrpniji je dosad objavljeni popis hrvatskih biljnih imena. Osim toga, svaki naziv ima izvore u kojima je zabilježen i podatke o zdravstvenom i prehrambenom aspektu pojedine biljke.

### 2009.
- - Paula Durbešić i Barbara Žitković.

U obrazloženje za dodjelu nagrade za životno djelo prof. dr. Pauli Durbešić navodi se kako je ona svojim izvanrednim doprinosom i radom na zaštiti prirode obilježila područje prirodoslovlja kao znanosti, a njezina ostvarenja ostaju trajno dobro Hrvatske. Glavno je obilježje njezina djelovanja ljubav prema prirodi koju nesebično iskazuje u znanstvenom, stručnom, nastavnom i društvenom radu. Objavila je preko stotinu znanstvenih i stručnih radova. Dobitnica je Godišnje državne nagrade za znanost, plakete Hrvatskog ekološkog društva, zatim Hrvatskog biološkog društva, Slovenskog entomološkog društva i Nacionalnog parka Risnjak. Bila je dugogodišnji predavač na Šumarskom i Agronomskom fakultetu Sveučilišta u Zagrebu. Dugogodišnja je predsjednica Hrvatskog ekološkog društva.

U obrazloženju za dodjelu godišnje nagrade Barbari Žitković ističe se da je ona cijeli radni vijek do umirovljenja provela u sustavu odgoja i obrazovanja mladih generacija kao nastavnica biologije u Osnovnoj školi "Bogumil Toni" u Samoboru. Kao izniman doprinos zaštiti prirode u 2009. izdvojena je njezina knjiga "Zaštićene biljke Samoborskog područja i Parka prirode Žumberak – Samoborsko gorje" koja je rezultat višegodišnjeg istraživanja i dugogodišnjeg rada na proučavanju zaštićenih biljnih svojti samoborskog područja. U knjizi su detaljno prikazane 182 ugrožene biljne vrste i dijelovi njihovog staništa, a svaka je opisana na razumljiv način pa ih je uz priložene fotografije i crteže moguće lako prepoznati. Time je taj park prirode dobio značajno djelo o prirodnim vrijednostima na svome području, a i poticaj za daljnja istraživanja i napore u očuvanju biljnog svijeta Žumberka i Samoborskog gorja.

### 2010.
Nagradu "Ivo Horvat" za životno djelo dodijeljena je dipl. ing. šumarstva Josipu Movčanu, a istoimenu godišnju nagradu Udruzi za očuvanje prirodne baštine otoka Paga "Suhozid".
U obrazloženje za dodjelu nagrade "Ivo Horvat" za životno djelo dipl. ing. šumarstva Movčanu ističe se kako je svojim dugogodišnjim radom na zaštiti prirode u Nacionalnom parku Plitvička jezera obilježio vrijeme u kojem je djelovao, a njegova ostvarenja ostala su trajno dobro Republike Hrvatske.
"Njegova rješenja s naglaskom na zaštiti prirodnih fenomena i edukaciji posjetitelja o njima postala su prepoznatljiva među nacionalnim parkovima u Hrvatskoj i u svijetu. Provodeći jedinstven koncept zaštite i posjećivanja odigrao je ključnu ulogu u zaštiti Nacionalnog parka Plitvička jezera i približavanju njegovih prirodnih ljepota brojnim posjetiteljima", navodi se.
U obrazloženju za dodjelu godišnje nagrade "Ivo Horvat" za 2010. Udruzi za očuvanje prirodne baštine otoka Paga "Suhozid" naglašava se kako se ona dodjeljuje za izniman doprinos ostvaren tijekom protekle godine u gradnji Spomen obilježja poginulim vatrogascima na otoku Veliki Kornat u Nacionalnom parku Kornati.

## Vanjske poveznice
- Odluka o "Nagradi Ivo Horvat", Narodne novine